# Заліщицька міська територіальна громада
Заліщицька міська громада — територіальна громада в Україні, в Чортківському районі Тернопільської області. Адміністративний центр — м. Заліщики.
Площа громади — 351,7 км², населення — 27 326 осіб (2020).
Утворена 12 червня 2020 року, відповідно до розпорядження Кабінету Міністрів України № 724-р «Про визначення адміністративних центрів та затвердження територій територіальних громад Тернопільської області».
19 липня 2020 року, в результаті адміністративно-територіальної реформи та ліквідації Заліщицького району, увійшла до складу новоутвореного Чортківського району.
28-29 лютого 2024 року  на території Заліщицької громади оголошено Днями жалоби.

## Населені пункти
У складі громади 1 місто (Заліщики) і 29 сіл:
- Бедриківці
- Бересток
- Блищанка
- Вигода
- Виноградне
- Винятинці
- Глушка
- Голігради
- Городок
- Дзвиняч
- Добрівляни
- Дунів
- Дуплиська
- Зелений Гай
- Зозулинці
- Іване-Золоте
- Касперівці
- Колодрібка
- Кулаківці
- Лисичники
- Новосілка
- Печорна
- Синьків
- Ставки
- Торське
- Угриньківці
- Хартонівці
- Щитівці
- Якубівка